# Urla silenziose
Urla silenziose (Eden) è un film del 2012 diretto da Megan Griffiths, incentrato sul tema della tratta delle bianche al confine tra Messico e USA e tratto dalla presunta storia vera di Chong Kim.

## Trama
Hyun Jae è un'adolescente coreano-americana, che dal 1994 vive in New Mexico con i genitori immigrati e lavora nel negozio del padre. Una sera, in un locale, Jae incontra un bel ragazzo in uniforme da vigile del fuoco e si fa accompagnare a casa da lui, ma mentre è in auto si accorge che l'uomo è un impostore: cerca di fuggire, ma viene catturata e portata via da un complice.
La ragazza si sveglia privata degli effetti personali in un deposito di armi nel deserto adibito a dormitorio, governato da uno sceriffo federale corrotto di nome Bob Gault e il suo aiutante Vaughan, un lottatore irascibile e tossicodipendente. Dopo averle confermato i sospetti di essere entrata a far parte di un giro di traffico sessuale, assieme a molte altre ragazze minorenni di altri paesi, Gault la battezza col nome Eden, introducendola nel mondo della prostituzione.

## Produzione
Eden è stato prodotto da Centripetal Films e girato nello stato di Washington, nell'estate del 2011, con un finanziamento in gran parte locale della Washington Filmworks, un'organizzazione non-profit governativa che fornisce il supporto finanziario per film prodotti nello Stato di Washington.
L'idea del film nasce quando lo sceneggiatore Richard B. Phillips ha contattato Chong Kim, una ragazza che ha affermato, tramite un articolo di giornale, di essere stata rapita e indotta alla prostituzione da parte di un giro capeggiato da un maresciallo dell'esercito, con al suo interno anche funzionari FBI.

## Distribuzione
Dopo una première al South by Southwest nel 2012, Il film è stato distribuito a partire dal 20 marzo 2013 nelle sale di New York, per poi venire distribuito anche in DVD a partire dall'11 giugno del medesimo anno.

### In Italia
In Italia, il film è stato distribuito in DVD con il nome "Eden", ma la distribuzione sui vari canali televisivi è avvenuta con il titolo originale.

## Accoglienza

### Critica
Eden ha un punteggio di 82% su Rotten Tomatoes basato su 33 recensioni. Robert Abele del Los Angeles Times ha detto che il film: "non è niente di meno che ansioso, ma piuttosto che indurre allo sdegno... il film si concentra su come la dignità possa essere facilmente estirpata quando vi è una forte determinazione nel restare vivi in un inferno in Terra".
Il giornalista David Schmader, di The Stranger, lo definisce come il "miglior film mai realizzato a Seattle", definendolo un capolavoro.

## Critiche successive
Nel giugno 2014, l'organizzazione Breaking Out annuncia che, dopo un'investigazione avvenuta sulla vita di Chong Kim, non si è trovato riscontro che tutto ciò sarebbe avvenuto, sostenendo che la donna si sarebbe inventata la storia per poterci guadagnare su. Durante lo stesso anno Kim annuncia di aver iniziato una battaglia legale con le accuse di diffamazione nei confronti degli accusatori.